# Bohater Węgierskiej Republiki Ludowej
Bohater Węgierskiej Republiki Ludowej (węg. A Magyar Népköztársaság Hőse) – tytuł honorowy ustanowiony w 1979 roku i przyznawany przez Radę Prezydialną Węgierskiej Republiki Ludowej w uznaniu „wybitnego czynu bohaterskiego w służbie zbrojnej dla ojczyzny lub zasług osiągniętych w locie kosmicznym”. 
Wyglądem i formułą przypominał tytuł Bohatera Związku Radzieckiego. Było to najwyższe wyróżnienie, jakie mógł otrzymać obywatel komunistycznych Węgier lub państw sojuszniczych.